# Universidad de Innsbruck
La Universidad de Innsbruck ( en alemán: Leopold-Franzens-Universität Innsbruck, siglas LFU o LFUI ;  Universitas Leopoldino-Franciscea Oenipontana en latín ) se fundó en 1669 y es la universidad para las provincias austriacas Tirol y Vorarlberg, para la provincia italiana Südtirol y para Liechtenstein y también por motivos históricos para Luxemburgo.

## Historia
Los Jesuitas establecieron en 1562 un Gymnasium. Leopoldo I de Habsburgo fundó en 1669 una universidad con 4 facultades financiado por las minas de sal en Hall in Tirol. Durante un tiempo se la degradó a un liceo, se restableció en 1826 la universidad por Francisco I de Austria. En honor a sus dos fundadores, la universidad lleva el nombre de Leopold-Franzens-Universität Innsbruck.
Después del Anschluss en 1941 se cambió el nombre en Deutsche Alpenuniversität (Universidad alpina alemana). Como en todas las universidades del Tercer Reich se despidió el personal en contra de nazismo.
Después de la guerra se restableció el antiguo nombre. 
En 2005 se encontraron cartas de los emperadores Federico II Hohenstaufen y Conrado IV en la biblioteca de la universidad.
En el Handelsblatt Ranking 2015, la facultad de administración de empresas fue clasificada entre las 15 mejores facultades de los países de habla alemana.

## Facultades
Según el nuevo plan de organización de 2004 se aumentó el número de facultades de 6 a 15:
- Facultad de Teología
- Facultad de Derecho
- Facultad de Empresariales,
- Facultad de Ciencias Políticas y Sociología,
- Facultad de Ciencias Sociales y Económicas
- Facultad de Educación
- Facultad de Filosofía e Historia
- Facultad de Filología
- Facultad de Biología
- Facultad de Química y Farmacia
- Facultad de Geociencias
- Facultad de Matemáticas, Informática y Física
- Facultad de Psicología
- Facultad de Arquitectura
- Facultad de Ingeniería

La facultad de Medicina se segregó a partir de 1 de enero de 2004 y forma ahora una universidad independiente llamada Medizinische Universität Innsbruck (Universidad Médica de Innsbruck).

## Edificios
Los edificios de la Universidad de Innsbruck se distribuyen por todo el municipio, por lo tanto no tiene un campus clásico. 

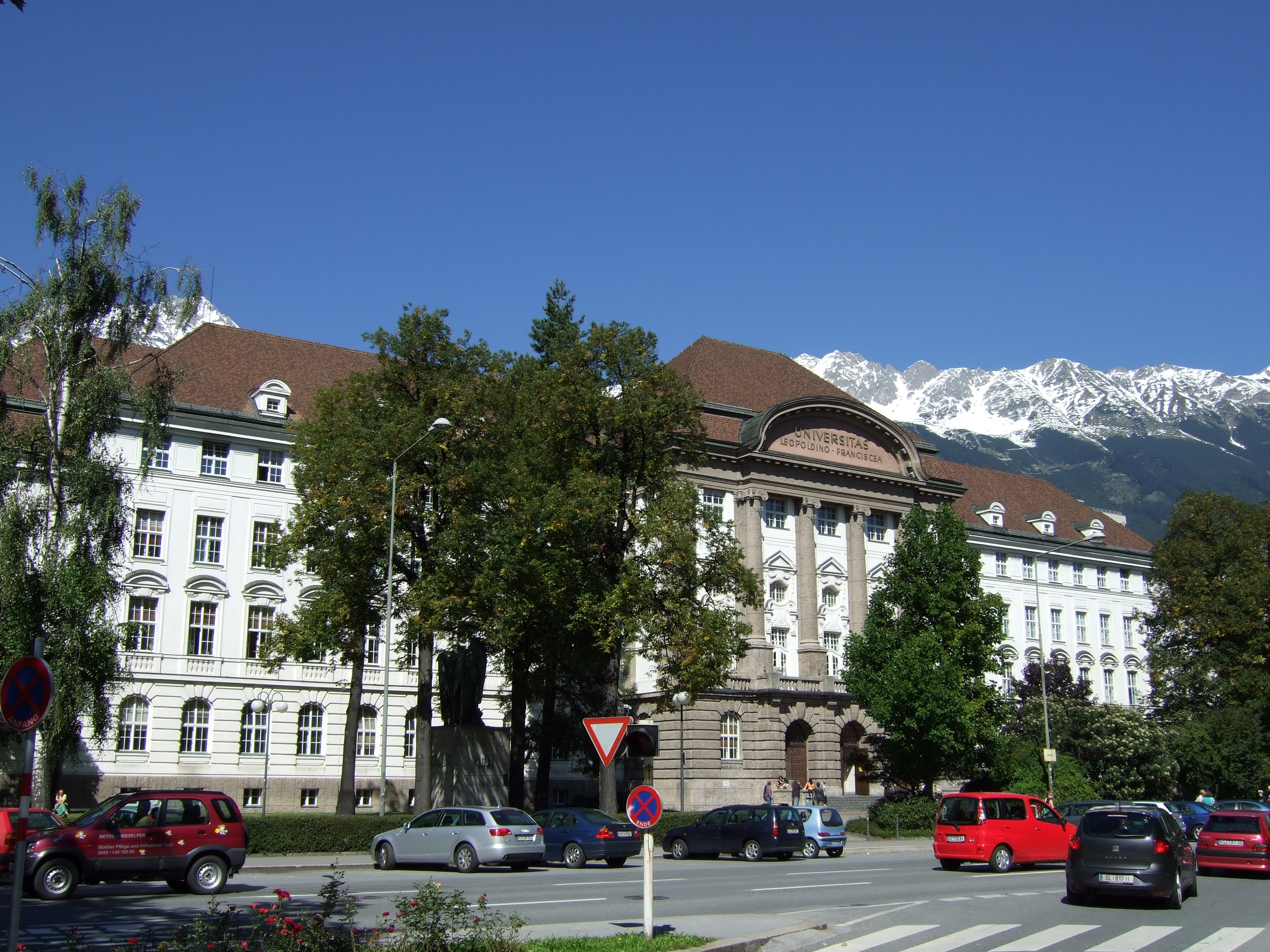
Edificio principal de la Universidad de Innsbruck.

## Premios Nobel que trabajaron en la Universidad de Innsbruck
- Hans Fischer
- Victor Franz Hess
- Fritz Pregl
- Adolf Windaus